# Diga di Sufers
La diga di Sufers è una diga ad arco situata in Svizzera, nel Canton Grigioni, nel comune di Sufers.

## Descrizione
Inaugurata nel 1962, ha un'altezza di 58 metri e il coronamento è lungo 125 metri. Il volume della diga è di 22.100 metri cubi.
Il lago creato dallo sbarramento, il lago di Sufers, ha un volume massimo di 17,5 milioni di metri cubi, una lunghezza di 2,2 km e un'altitudine massima di 1401 m s.l.m. Lo sfioratore ha una capacità di 594 metri cubi al secondo.
Le acque del lago vengono sfruttate dall'azienda Kraftwerke Hinterrhein AG.

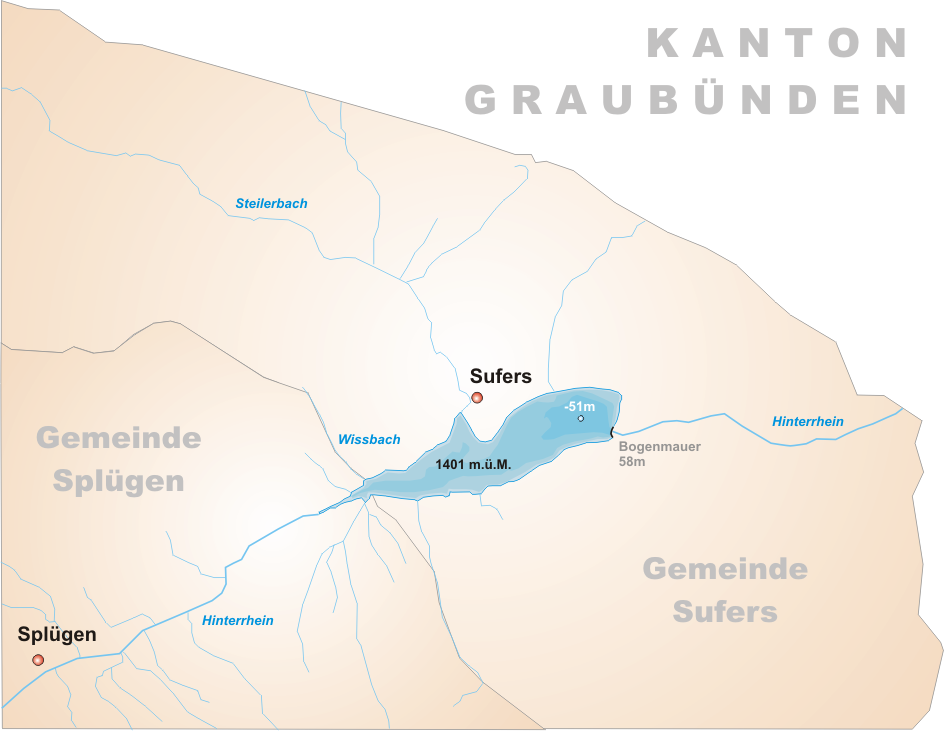
Mappa del lago